# Список дипломатических миссий Приднестровской Молдавской Республики

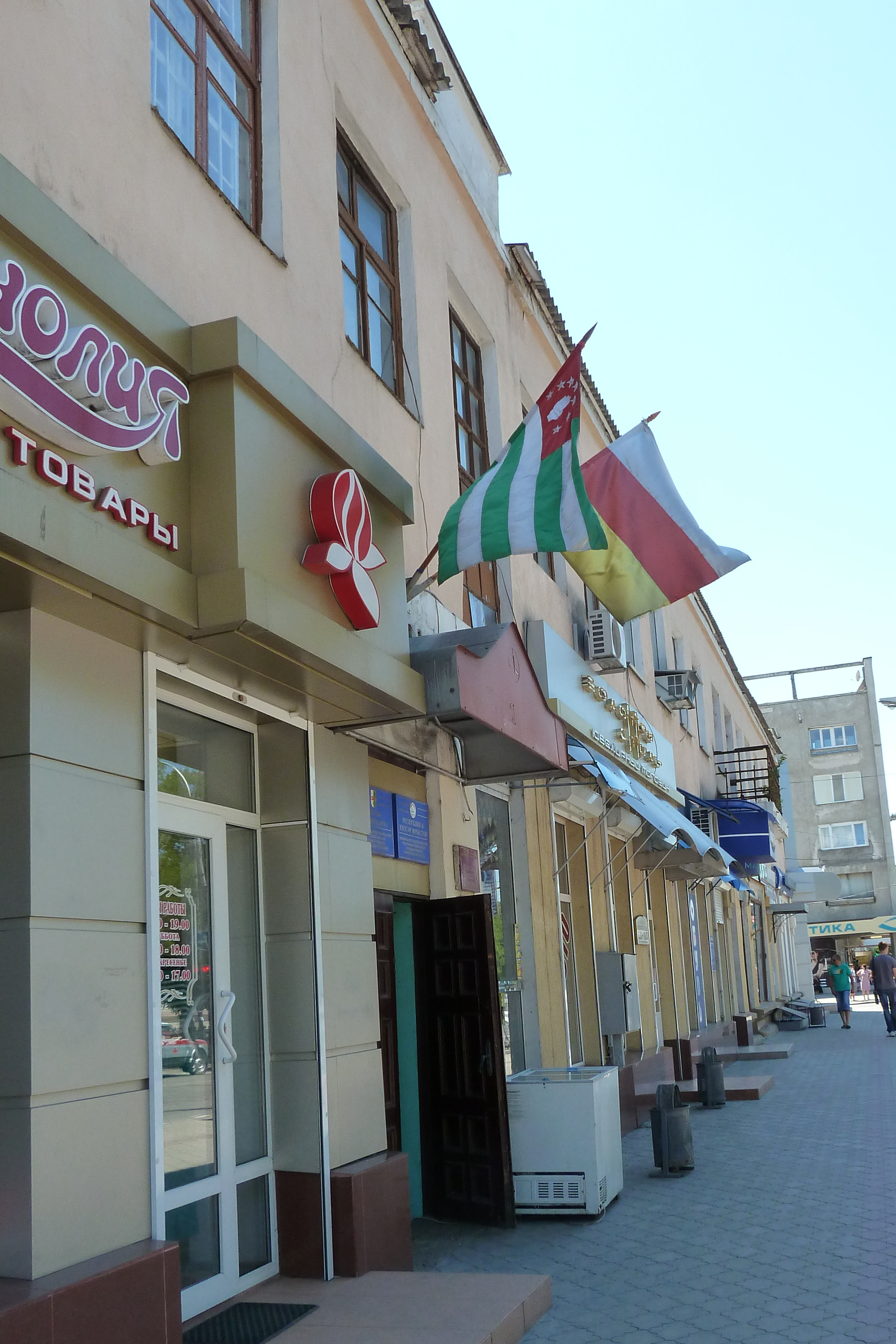
Представительства Абхазии и Южной Осетии в Тирасполе, Приднестровье

Список дипломатических миссий Приднестровской Молдавской Республики — в настоящее время Приднестровская Молдавская Республика официально признана двумя государствами: частично признанными Южной Осетией и Абхазией. Приднестровская Молдавская Республика поддерживает дипломатические отношения и имеет свои представительства в этих странах:

## Европа
- Южная Осетия, Цхинвали (посольство, в стадии строительства)[1]
- Республика Абхазия, Сухуми (представительство)[2]
- Россия, Москва (Официальное дипломатическое бюро)[3]